# Petersglaim
Petersglaim ist ein Gemeindeteil der Gemeinde Hohenthann im niederbayerischen Landkreis Landshut. Bis 1972 bildete es eine selbstständige Gemeinde.

## Lage
Das Kirchdorf Petersglaim liegt in der Hallertau etwa zwei Kilometer südlich von Hohenthann.

## Geschichte
Die in unmittelbarer Nähe befindlichen Hügelgräber beweisen die frühe Besiedelung der Gegend. Eine Keltenschanze bei Oed ist ein weiterer Hinweis. Die erste urkundliche Erwähnung von Glaim findet sich um 1140 im Zusammenhang mit der Klosterstiftung der Grafen von Roning. 
Petersglaim bildete zur Zeit des Herzogtums Bayern eine eigene Obmannschaft. Der Ort selbst bestand 1752 aus sieben Anwesen. Nach dem Edikt über die Bildung von Ruralgemeinden vom 28. Juli 1808 sollte die Obmannschaft Petersglaim mit der Hofmark Weihenstephan zusammengelegt werden. Die Petersglaimer aber weigerten sich, mit Weihenstephan eine Gemeinde zu bilden. So blieben bei der Gemeindebildung 1818 die aus dem Steuerdistrikt Weihenstephan hervorgegangenen Gemeinden Petersglaim, Wachelkofen und Weihenstephan getrennt. Am 1. Juli 1852 wünschte die Gemeinde Weihenstephan eine Vereinigung mit den Gemeinden Wachelkofen und Petersglaim, doch auch dieser Versuch scheiterte. Auch das 1869 vom Bezirksamt initiierte Bemühen, eine Bürgermeisterei Oberköllnbach-Paindlkofen-Martinshaun-Moosthann-Petersglaim-Weihenstephan-Wachelkofen-Oberglaim zu bilden, blieb erfolglos.
Im Zuge der Gebietsreform wurde die Gemeinde Petersglaim am 1. Juli 1972 mit den Orten Bergham, Bergkußl, Grafenhaun, Hader, Hummelsberg, Lehen, Mainzendorf, Oberndorf, Petersglaim, Oed, Rehbügl, Windham, Windkreuth und Windschlag in die Einheitsgemeinde Hohenthann eingegliedert.

## Sehenswürdigkeiten
- Filialkirche St. Petrus: Das romanische Bauwerk aus dem 12. oder 13. Jahrhundert wurde 1691 barockisiert. Der Westturm entstand 1736. Unter den Ausstattungsstücken sind der neuromanische Hochaltar und die Holzfigurengruppe von der Anbetung der Heiligen Drei Könige aus der Zeit um 1430 von besonderem Interesse.

## Vereine
- Freiwillige Feuerwehr Petersglaim